# Mélitée orangée
Melitaea didyma
Espèce
La Mélitée orangée (Melitaea didyma) est une espèce de lépidoptères (papillons) de la famille des Nymphalidae et de la sous-famille des Nymphalinae.

## Description de l'imago
L'imago de la Mélitée orangée est de taille petite à moyenne.
Le dessus du mâle a un fond orange vif bordé de brun-noir, et orné de plusieurs rangées de taches, traits ou lunules brun-noir. Par opposition à beaucoup d'autres espèces du genre Melitaea, ses nervures ne sont pas surlignées de noir, ce qui fait que les dessins sombres ne forment pas un quadrillage.
Le dimorphisme sexuel est important : la femelle a le dessus plus terne avec des dessins sombres plus complets et souvent en quadrillage. Sa couleur de fond est variable : orange (plus terne que le mâle), beige, grisâtre, voire blanchâtre.
L'ornementation dans son ensemble présente une forte variabilité géographique, saisonnière et individuelle.
Le revers des ailes est plus constant et similaire chez les deux sexes.
Le revers de l'aile postérieure, très reconnaissable, a un fond blanc-crème orné de plusieurs rangées de taches et tirets noirs et de deux bandes orange vif fragmentées par les nervures claires, tandis que le revers de l'aile antérieure, moins visible, est orange bordé de blanc crème avec quelques taches noires.

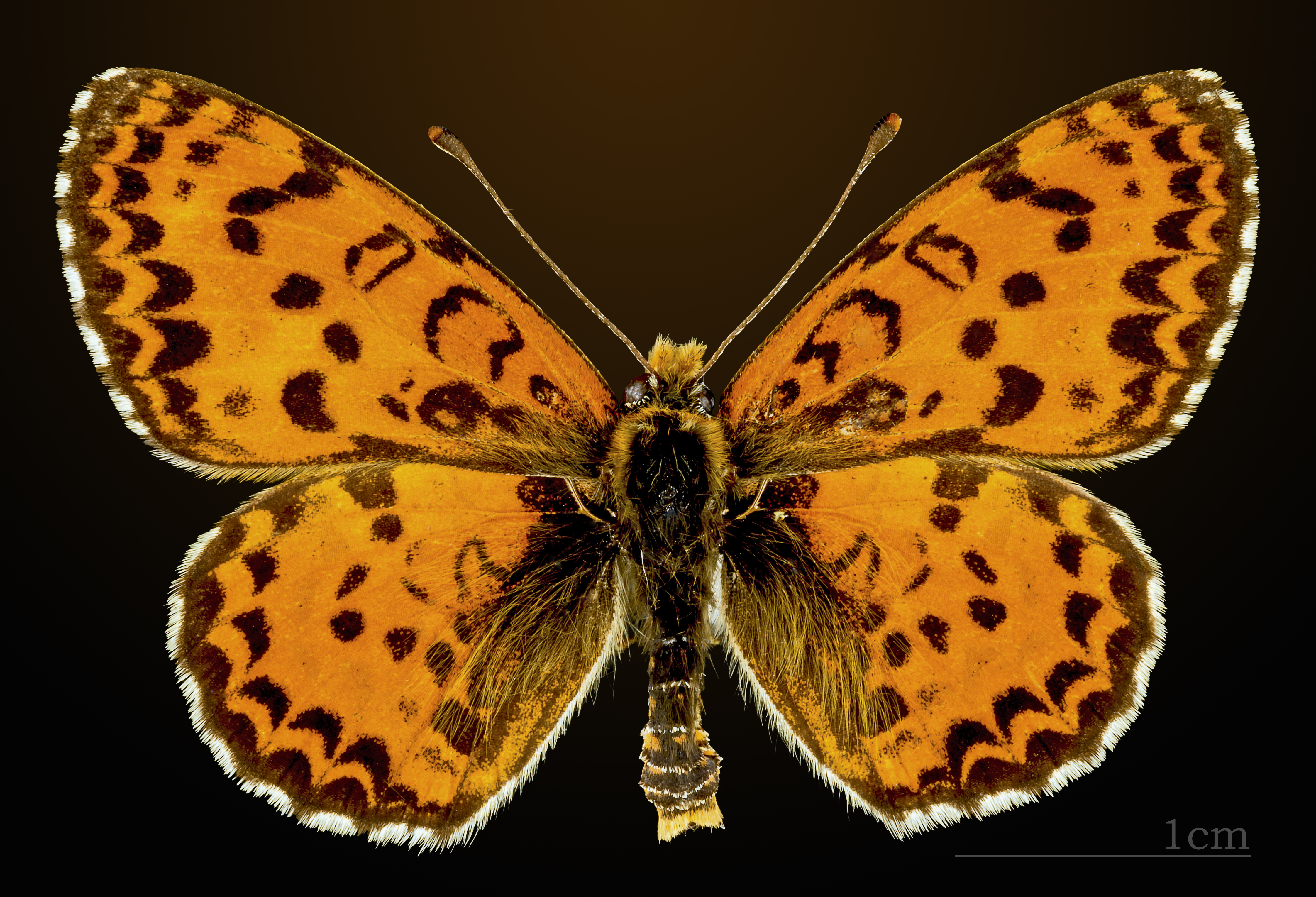
Face dorsale du mâle – MHNT
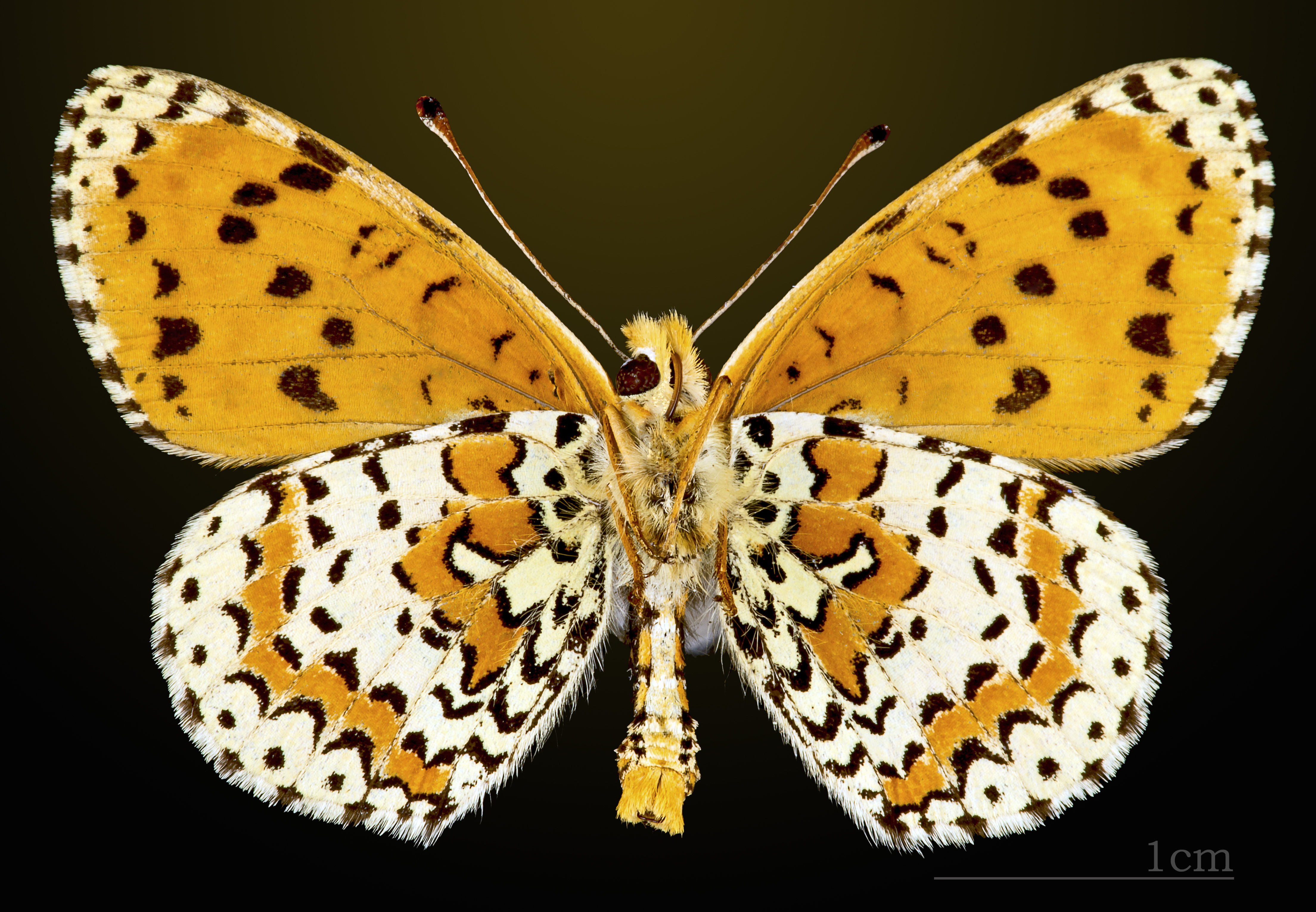
Revers du mâle – MHNT
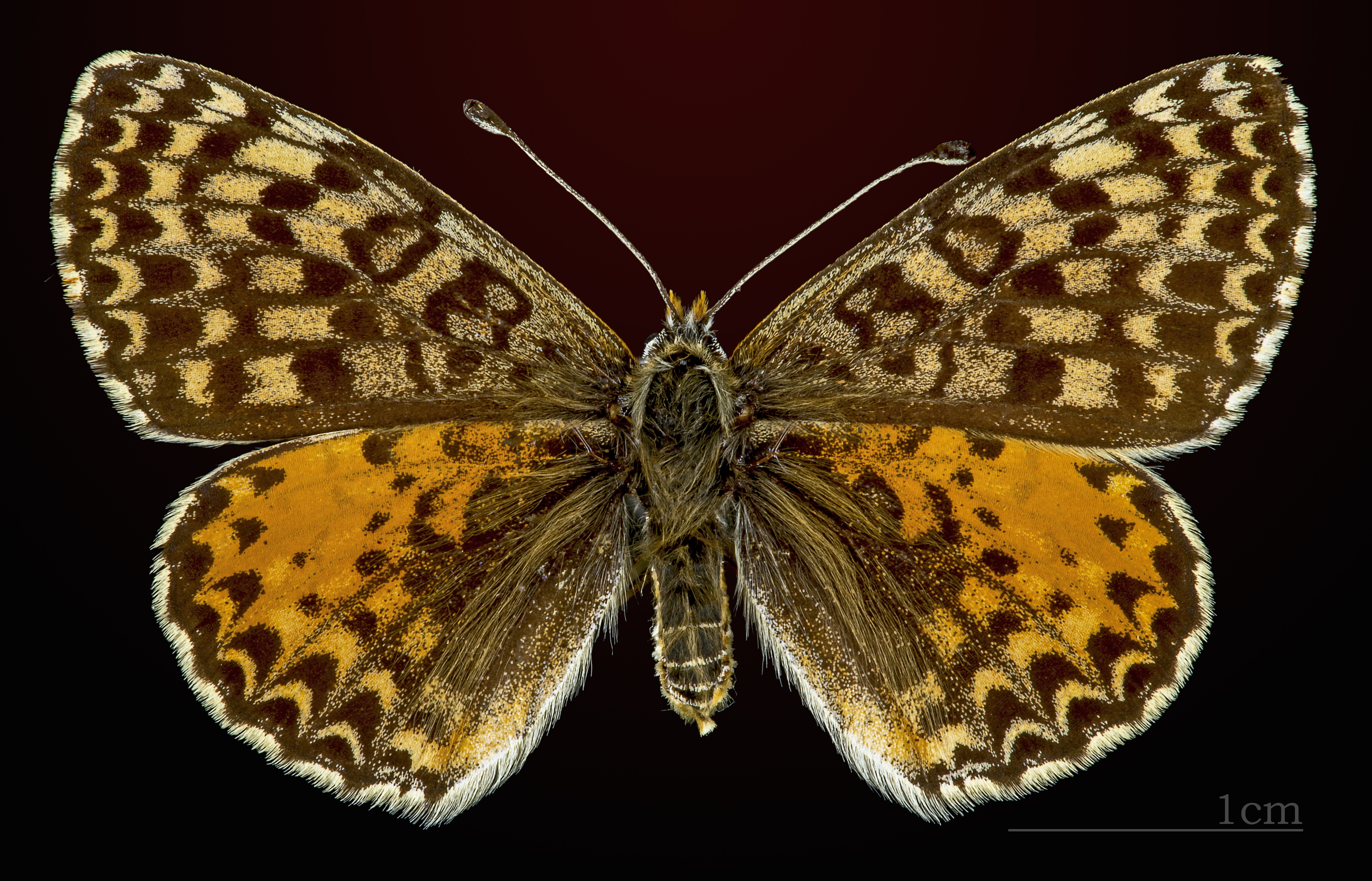
Face dorsale de la femelle – MHNT
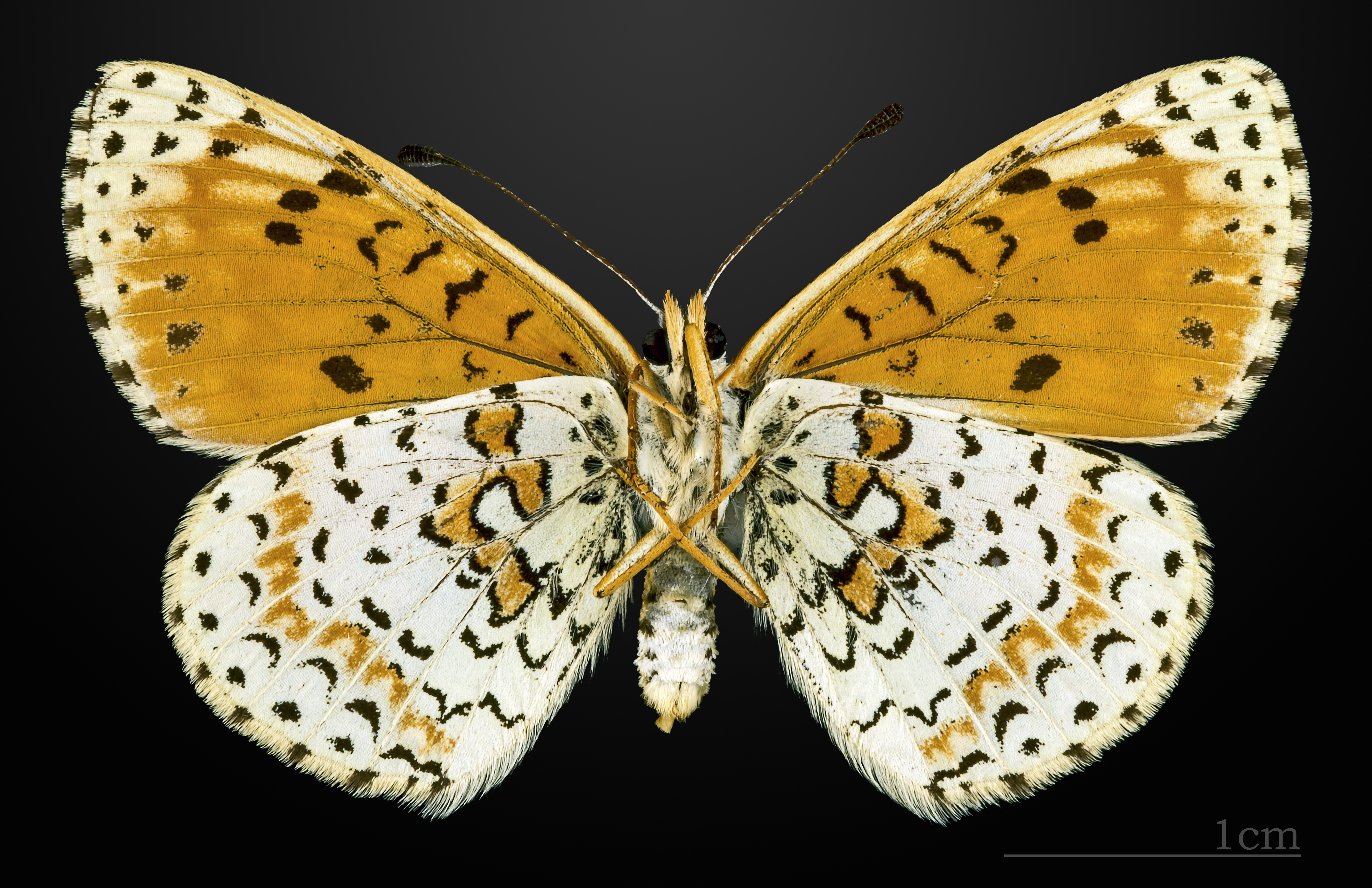
Revers de la femelle – MHNT

### Espèce ressemblante
La Mélitée orangée peut facilement être confondue avec la Mélitée du bouillon-blanc (Melitaea trivia), espèce moins répandue.

## Biologie

### Période de vol et hivernation
La Mélitée orangée vole en une, deux ou trois générations entre mars et octobre.
Elle hiverne au stade de jeune chenille.

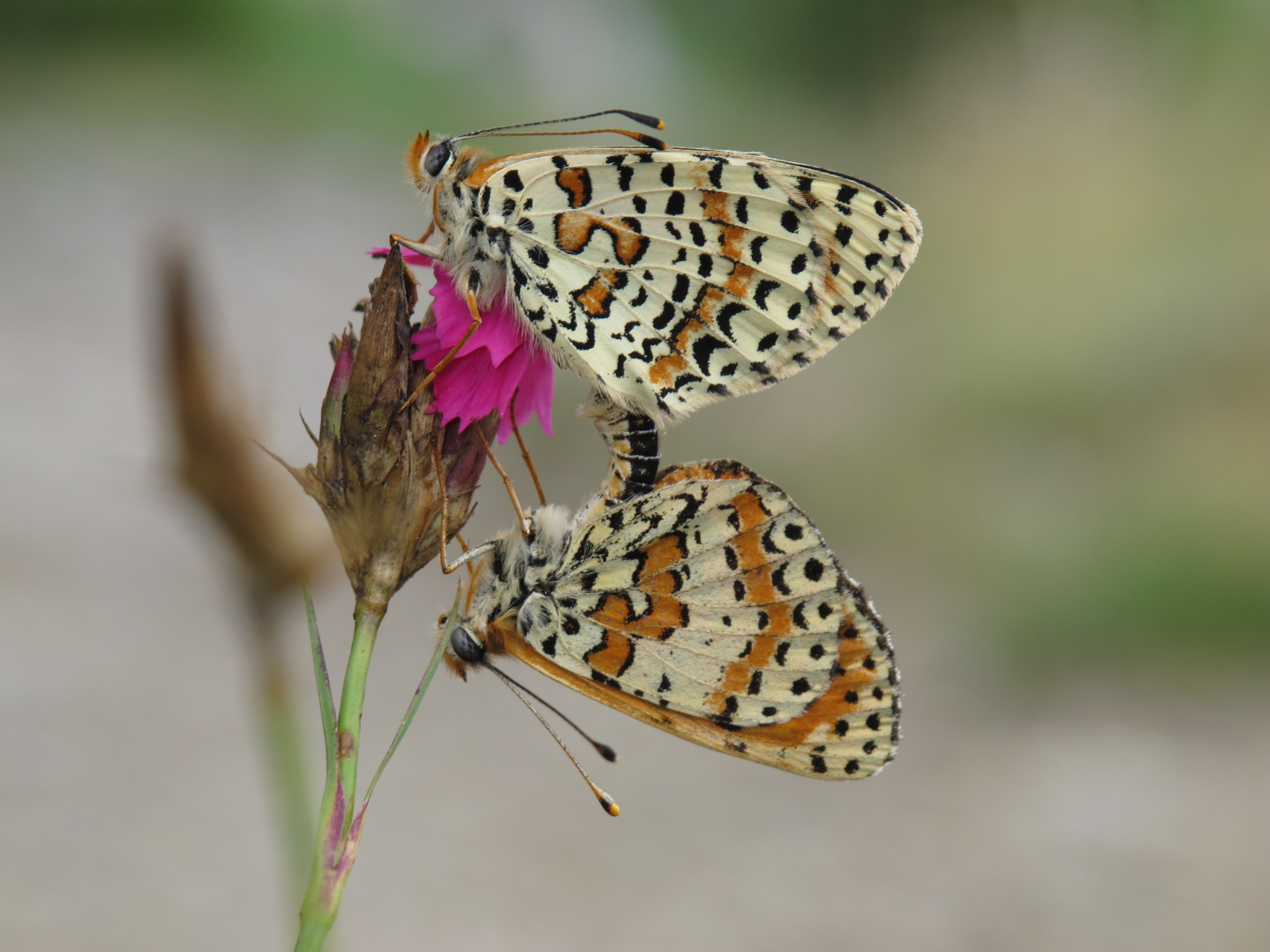
Accouplement
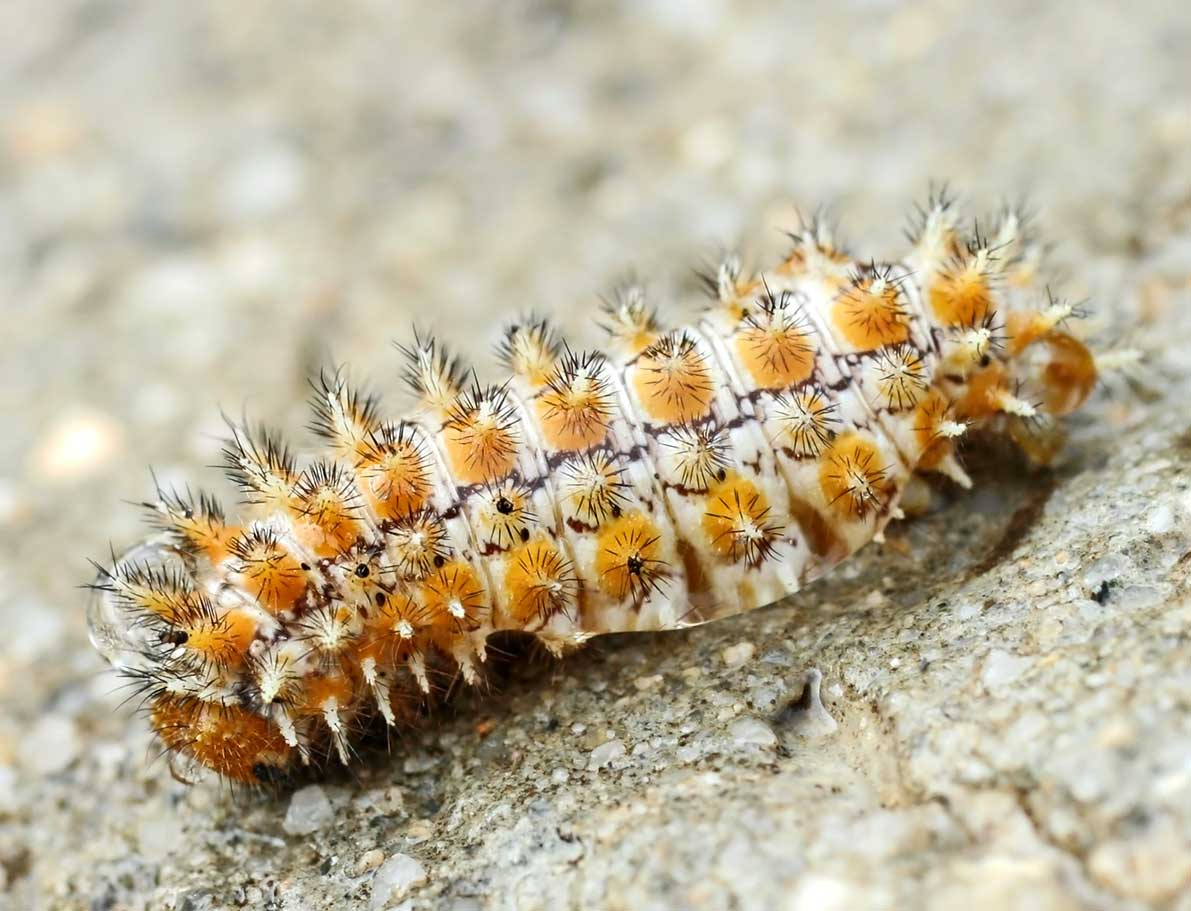
Chenille
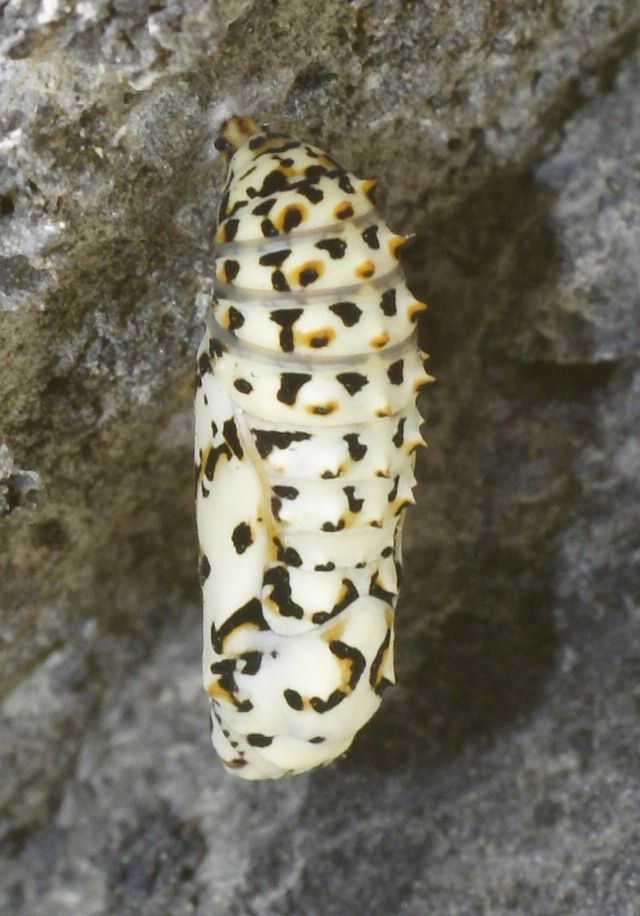
Chrysalide

### Plantes hôtes
Les plantes hôtes de sa chenille sont nombreuses : Linaria dont Linaria alpina, Linaria peloponnesiaca, Linaria vulgaris; Plantago dont Plantago amplexicaulis, Plantago lanceolata, Plantago major; Digitalis grandiflora et Digitalis purpurea; Veronica chamaedrys et Veronica teucrium; Valeriana montana, Valeriana officinalis et Valeriana persica,.
Pour Melitaea didyma occidentalis, ce sont Misopates orontium, Plantago dont Plantago amplexicaulis, Melampyrum, Verbascum, Linaria dont Linaria sagittata (actuellement Kickxia sagittata).

## Écologie et distribution

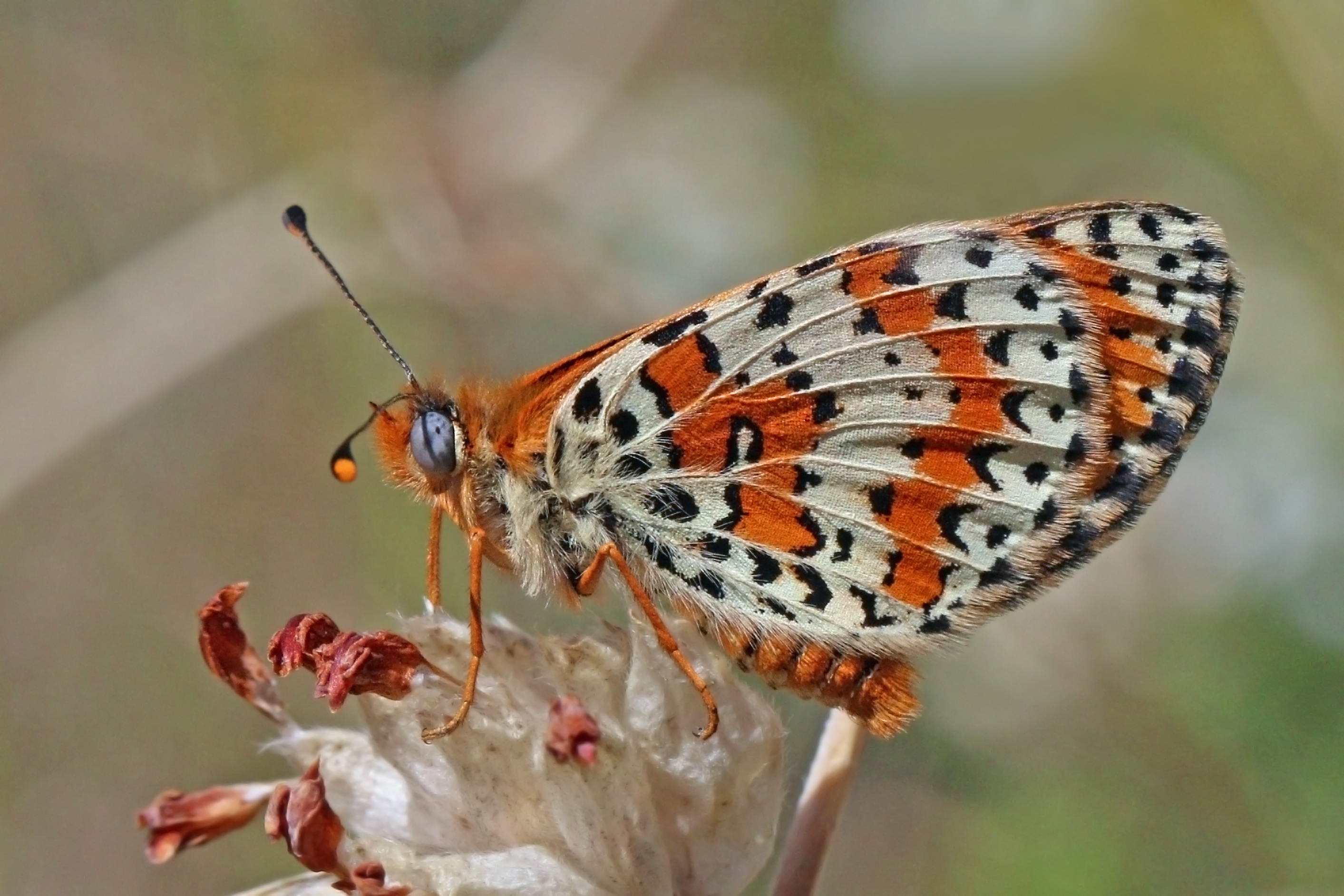
Le papillon sur une fleur. En Macédoine.

L'espèce est présente en Afrique du Nord, en Europe, au Moyen-Orient (Turquie, Iran, jusqu'en Afghanistan, au Kazakhstan et au nord du Pakistan) et en Sibérie, puis sous forme d'un large isolat dans le centre de l'Asie (Ouest de la Chine et Mongolie),.
En Afrique du Nord, elle réside au Maroc, en Algérie et en Tunisie dans le Haut-Atlas, le Moyen-Atlas et l'Anti-Atlas.
En Europe, elle est largement répandue, mais manque dans les régions septentrionales (Angleterre, Irlande, Nord de la France, de l'Allemagne, de la Pologne et Scandinavie).
En France, elle est présente dans tous les départements sauf ceux qui bordent la Manche et la mer du Nord, du Finistère au Pas-de-Calais. Elle est aussi absente de Corse.

### Biotope
La Mélitée orangée fréquente les lieux herbus fleuris, prairies, bords de chemins.

## Systématique
L'espèce Melitaea didyma a été décrite par l'entomologiste allemand Eugen Johann Christoph Esper en 1778, sous le protonyme Papilio didyma.

### Sous-espèces
- Melitaea didyma didyma (Esper 1778)
- Melitaea didyma ambra Higgins, 1941 – Parfois considérée comme une espèce à part entière[5].
- Melitaea didyma elavar Fruhstorfer, 1917
- Melitaea didyma kirgisica Bryk, 1940
- Melitaea didyma neera Fischer de Waldheim, 1840
- Melitaea didyma occidentalis Staudinger, 1861
- Melitaea didyma turkestanica Sheljuzhko, 1929[2]

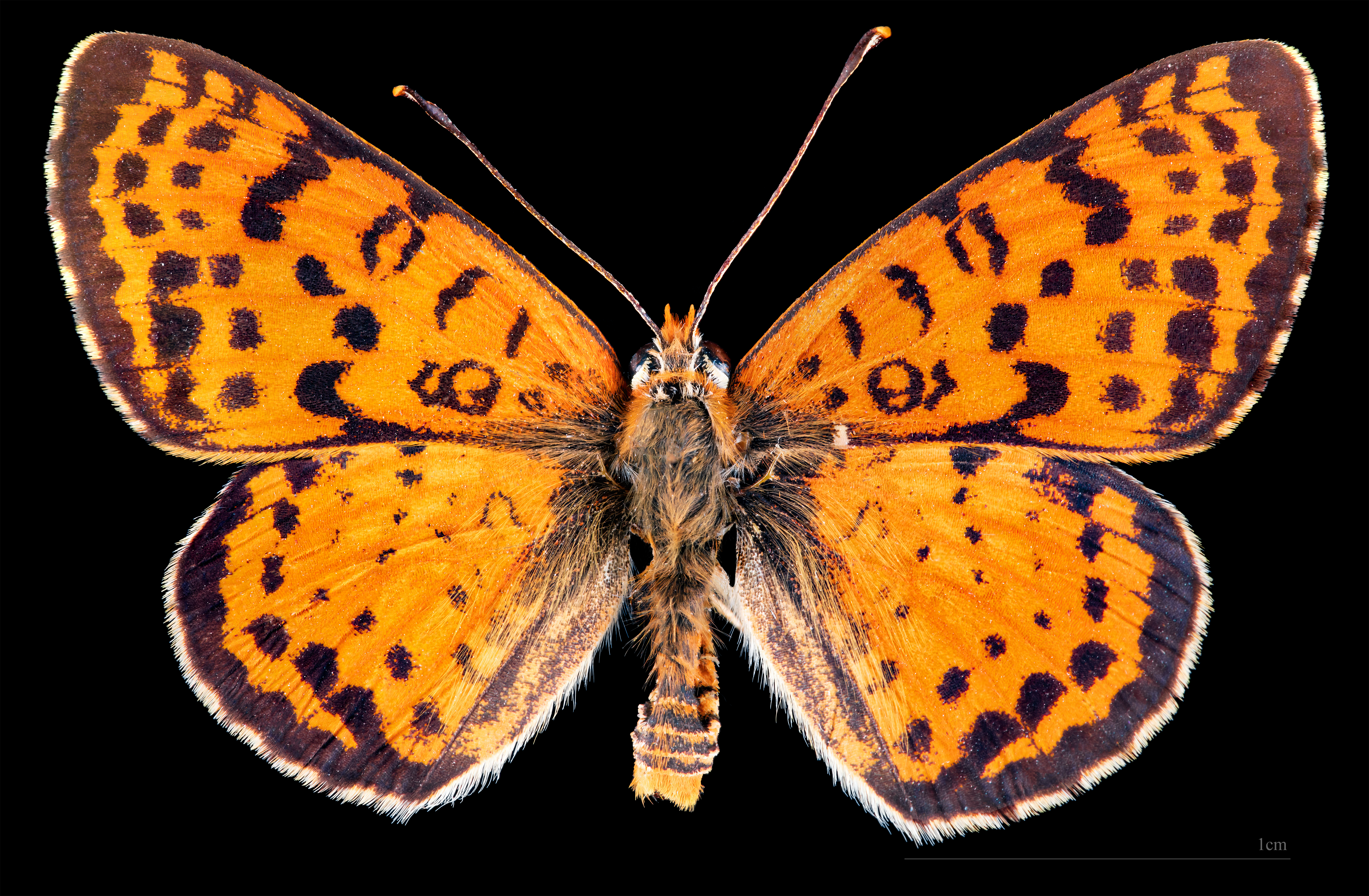
Melitaea didyma occidentalis ♂ MHNT
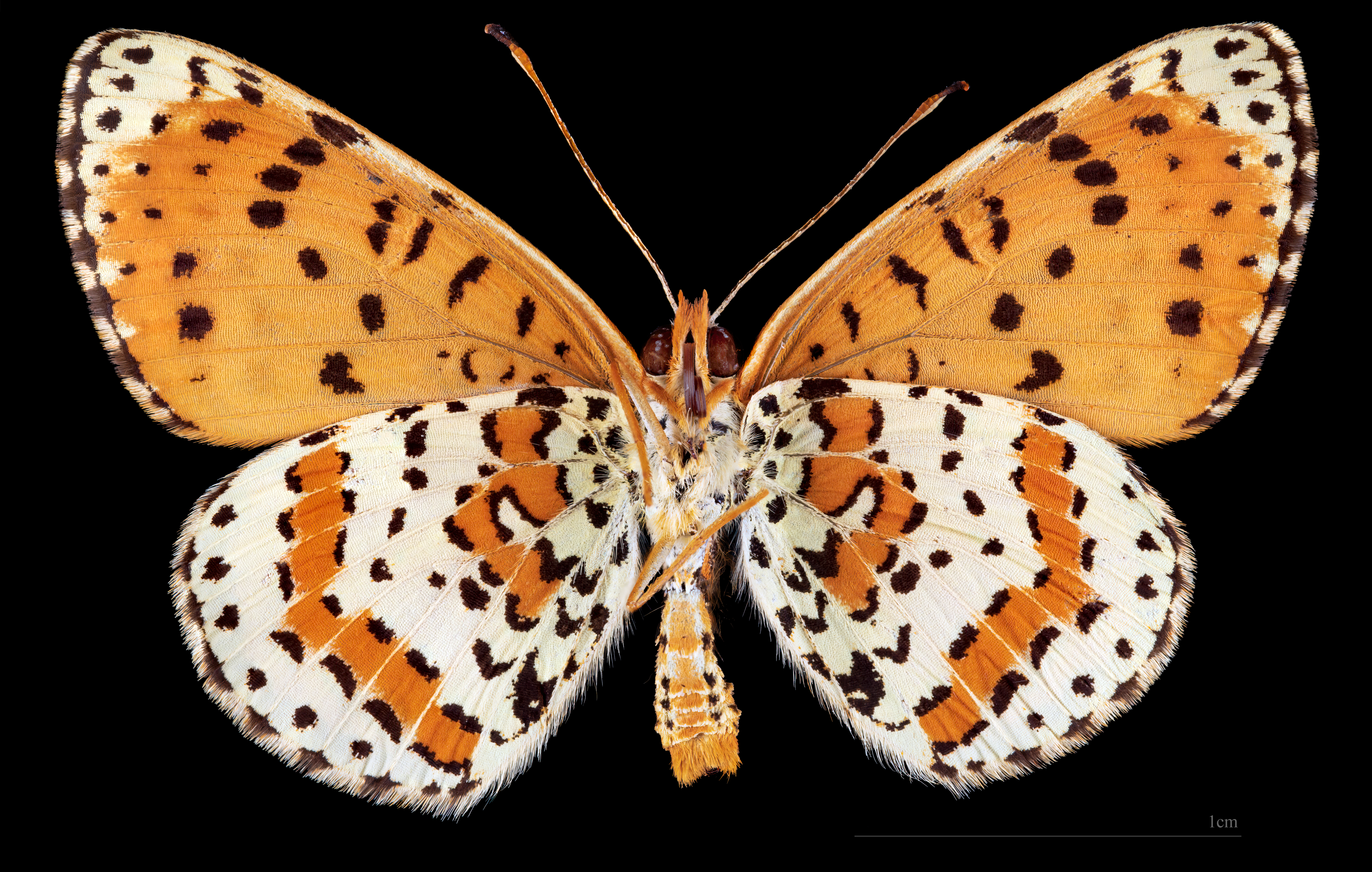
Melitaea didyma occidentalis ♂  △ MHNT
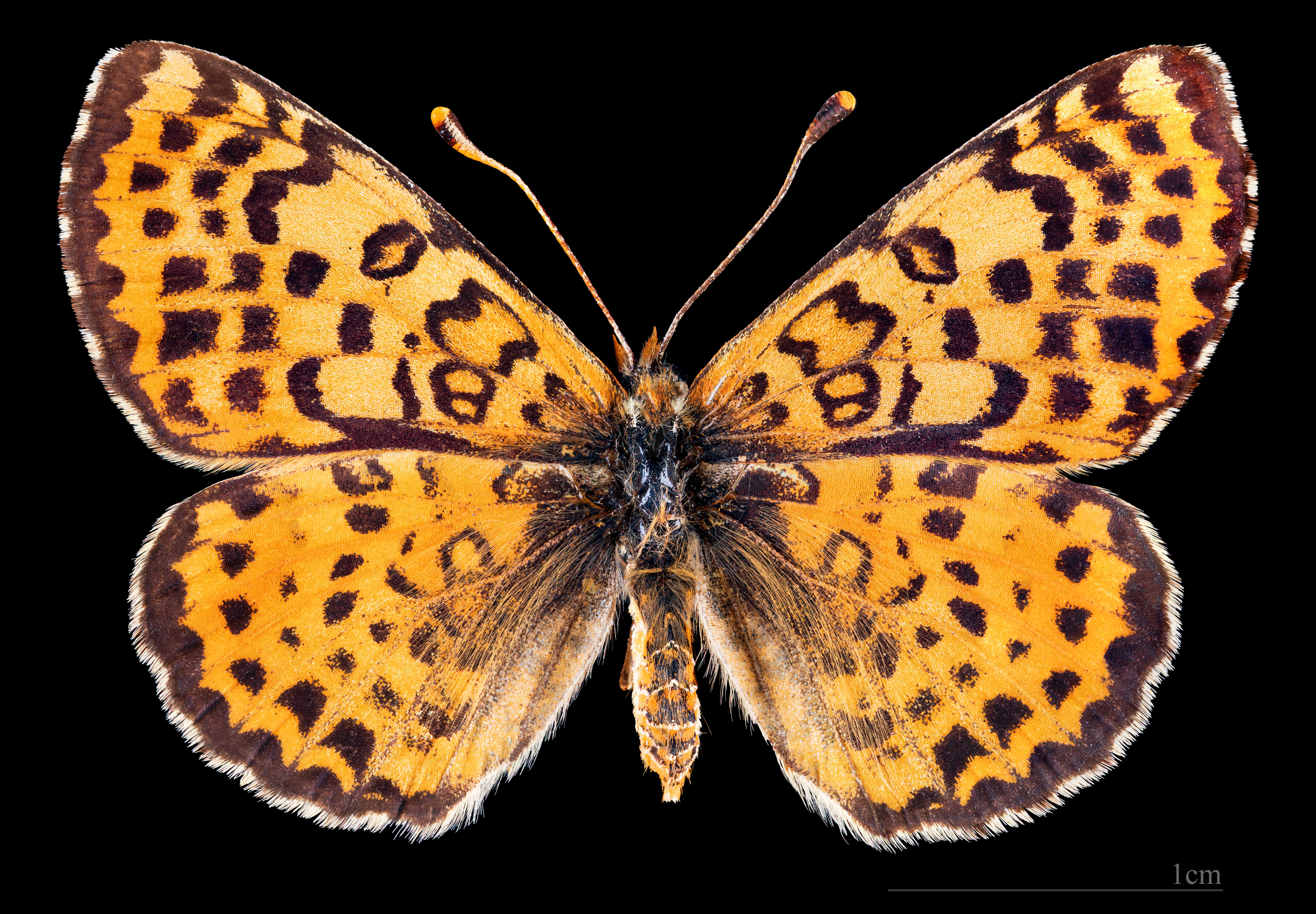
Melitaea didyma occidentalis ♀ MHNT
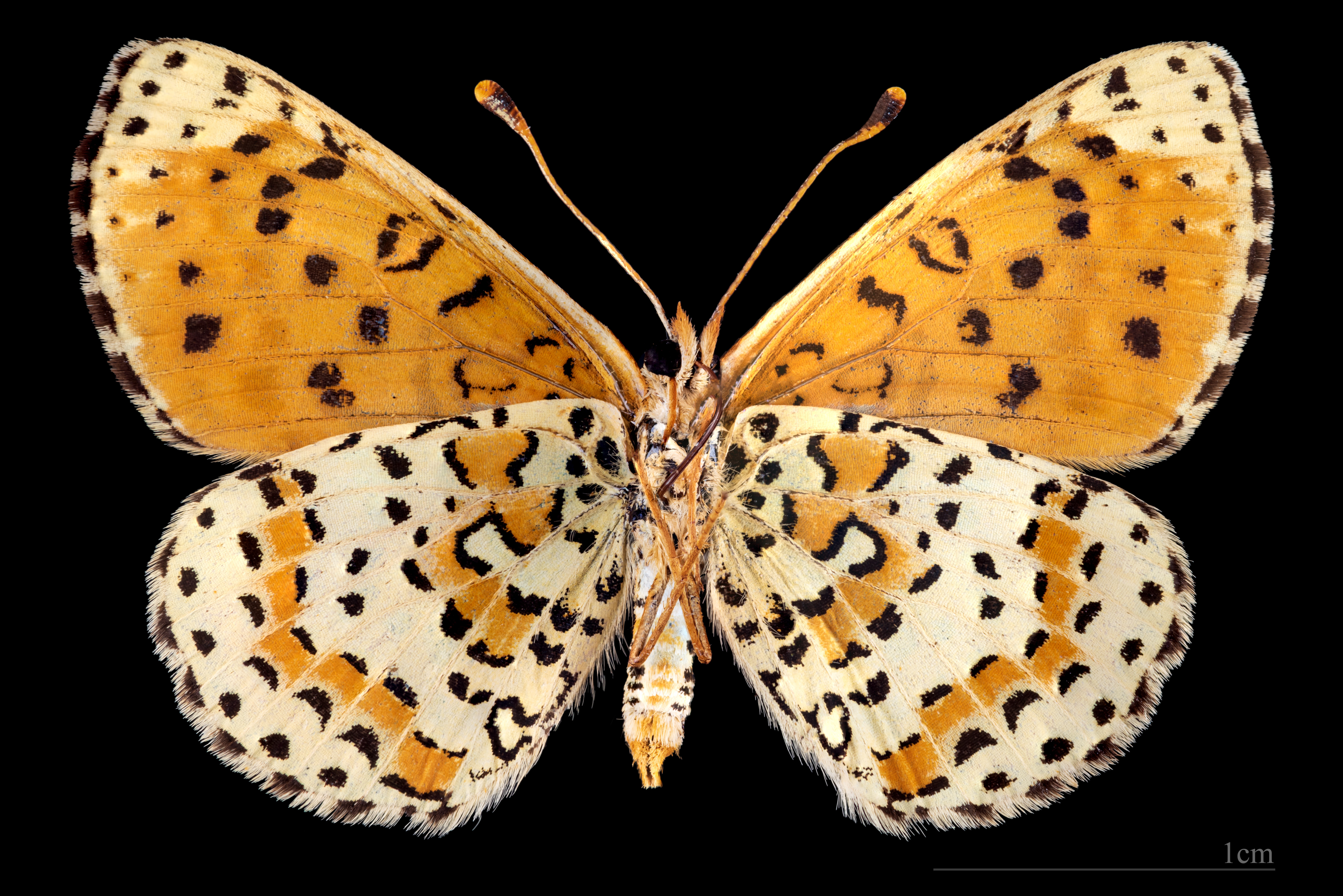
Melitaea didyma occidentalis ♀ △MHNT

### Synonymes
- Papilio didyma Esper, 1778 – protonyme
- Didymaeformia didyma (Esper, 1778)
- Papilio cytheris Mueschen, 1781[2]
- Papilio athulia Fabricius, 1787[2]
- Melitaea meridionalis Staudinger, 1870[6]
- Melitaea occidentalis Staudinger, 1861[6]

### Noms vernaculaires
- en français : la Mélitée orangée, le Damier orangé
- en anglais : Spotted Fritillary, Red-Band Fritillary
- en allemand : Roter Scheckenfalter
- en espagnol : Doncella timida[2].

## La Mélitée orangée et l'Homme

### Protection
La Mélitée orangée est protégée en région Île-de-France par l'arrêté du 22 juillet 1993 relatif à la liste des insectes protégés en région Île-de-France complétant la liste nationale,.